# Essential Toni Braxton
Toni Braxton: The Best So Far (nos Estados Unidos "The Essential Toni Braxton") é um álbum da cantora norte-americana de R&B Toni Braxton, lançado no Brasil pela Som Livre em 2007 e vendeu 30.000 cópias, sendo certificado ouro pela ABPD em 2007. No mesmo ano chegou a 60.000 cópias e foi certificado com disco de platina.
Em outros países o álbum faz parte da coleção "Essential" e foi lançado pela SonyBMG em uma edição dupla, que traz os sucessos da cantora e um single não lançado, "Good Life" de 1990, da época em que Toni fazia parte do grupo musical das irmãs, The Braxtons.

## Faixas (Brasil)
1. Un-Break My Heart
2. How Could an Angel Break My Heart
3. I Don´t Want To
4. Breathe Again
5. You're Makin' Me High
6. Another Sad Love Song
7. He Wasn´t Man Enough
8. Spanish Guitar
9. Let It Flow
10. You Mean the World To Me
11. Why Should I Care
12. Love Shoulda Brought You Home
13. I Belong To You
14. The Time of Our Lives (Música Tema da Copa do Mundo FIFA 2006)

## Desempenho nas Paradas
| País           | Posição   | Número de semanas | Certificação | Vendas |
| -------------- | --------- | ----------------- | ------------ | ------ |
| Brasil         | 1 (2sem.) | 17                | Platina      | 60,000 |
| Estados Unidos | 48        | 3                 | -            | 20,000 |